# Los despojos
Los despojos es una recopilación de inéditos y piezas condenadas de Charles Baudelaire. Fue publicada en Bruselas, bajo el cuidado de Poulet-Malassis, amigo de Baudelaire, a finales de 1865, llevando un pie de imprenta apócrifo Amsterdam, a l'Enseigne du Coq, precedida por un simbólico frontispicio de Félicien Rops.